# Tidmarsh
Tidmarsh – wieś w Anglii, w hrabstwie ceremonialnym Berkshire, w dystrykcie (unitary authority) West Berkshire. Leży nad rzeką Pang, 9 km na zachód od centrum miasta Reading i 67 km na zachód od centrum Londynu.